# Accra Hearts of Oak SC
Accra Hearts of Oak SC – ghański klub piłkarski grający obecnie w Ghana Telecom Premier League. Klub ma siedzibę w stolicy kraju, Akrze. Swoje mecze rozgrywa na stadionie Accra Sports Stadium, który może pomieścić 35.000 widzów.
Hearts jest jednym z najbardziej utytułowanych klubów w kraju i od 1956, czyli od czasu utworzenia ghańskiej ligi piłkarskiej, wywalczył 19 tytułów mistrza kraju. Największym rywalem zespołu Hearts jest Asante Kotoko z miasta Kumasi, który 20 razy był mistrzem Ghany.

## Historia
Klub powstał w 1911 roku i był drugą założoną po Invincibles drużyną w Akrze. Z obecnych klubów jest jednak najstarszym w całym kraju, gdyż Invincibles już nie istnieje. Przez dłuższy okres, zespół trenował Ackom Duncan, który został także pierwszym kapitanem w historii klubu. Inni członkowie klubu to J.T. Ankrah (ojciec znanego boksera Roya Ankraha) oraz C.B. Nettey, który z czasem został prezydentem Ghańskiej Federacji Piłkarskiej. Swój pierwszy mecz drużyna Hearts rozegrała 11 listopada 1911 przeciwko Invincibles.
Swój pierwszy ważny mecz Hearts wygrało w 1922 roku, gdy sir Gordon Guggisberg, gubernator Złotego Wybrzeża, założył Piłkarską Ligę Akry (Accra Football League). Z 12 sezonów Hearts wygrało 6. W 1956 roku Hearts przyłączyło się do nowo powstałej ghańskiej Ligi, w której gra do dziś.

## Tragedia
9 maja 2001 na stadionie Accra Sports Stadium doszło do największej tragedii na stadionie piłkarskim w historii Afryki, w meczu pomiędzy Hearts of Oak i Asante Kotoko. Wszystko zaczęło się wówczas, gdy fani Asante, niezadowoleni, że ich drużyna przegrywała 1:2, zaczęli wyrywać krzesełka i rzucać je na murawę stadionu. Policja użyła gazów łzawiących. Bramy stadionu były jednak zamknięte i kibice uciekając przed gazem, zaczęli taranować się nawzajem i stratować. Zginęło wówczas 126 osób.

## Sukcesy (od 1956)
- CAF Confederation Cup: 1 2005
- CAF Champions League: 1 2000
- mistrzostwo Ghany: 20 1956, 1958, 1962, 1971, 1973, 1976, 1978, 1979, 1984, 1985, 1990, 1997, 1998 (jako sezon 1997/98), 1998, 1999, 2000, 2001, 2002, 2005, 2007
- Puchar Ghany: 9 1973, 1974, 1979, 1981, 1989, 1994, 1996, 1999, 2000
- Ghana SWAG Cup: 7 1973, 1974, 1977, 1978, 1979, 1984, 1985
- Ghana Telecom Gala: 4 1974, 1976, 1986, 1999
- Ghana Top Four Cup: 2 2002, 2006
- Ghana Annual Republic Day Cup: 1 2002
- Superpuchar Afryki: 1 2001

## Znani zawodnicy
- Sammy Adjei
- Stephen Appiah
- Samuel Johnson
- Emmanuel Osei
- Daniel Quaye

## Pieśń bitewna
„Our Roots, Our Roots are Old. So be Quiet and Don’t be Silly. We are the Mighty Hearts of Oak...We Never Say Die!”
Nasze korzenie, nasze korzenie są stare. Więc bądźcie cicho i nie bądźcie głupi. Jesteśmy Mocarnymi Sercami Dębu. Nigdy nie umrzemy!